# Mario Ramón Lépori
Mario Ramón Lépori (fallecido el 23 de abril de 2012) fue un militar argentino, perteneciente al Ejército, que alcanzó el rango de general de brigada, durante la dictadura autodenominada «Proceso de Reorganización Nacional».
Con el rango de coronel, fue segundo comandante y jefe de Estado Mayor de la VIII Brigada de Infantería de Montaña (Subzona 33, con jurisdicción en la Provincia de Mendoza) a partir de 1977. Posteriormente, como general de brigada, se desempeñó como comandante de la misma brigada a partir de 1979.
Ocupó el cargo de segundo comandante y jefe de Estado Mayor del Comando de Institutos Militares entre 1980 y 1982.
Fue imputado en un juicio por delitos de lesa humanidad cometidos durante el terrorismo de Estado. Falleció el 23 de abril de 2012.